# Carpino
Carpino är en ort och kommun i provinsen Foggia i regionen Apulien i Italien. Kommunen hade 4 101 invånare (2017).